# Axel Witsel
Axel Laurent Angel Lambert Witsel, semplicemente noto come Axel Witsel (Liegi, 12 gennaio 1989) è un calciatore belga di origini martinicane, centrocampista o difensore del Girona e della nazionale belga.

## Biografia
Suo padre Thierry, originario della Martinica, è un allenatore di calcio ed ex calciatore.

## Caratteristiche tecniche
Giocatore dotato di buona tecnica e visione di gioco, il suo ruolo naturale è quello di centrocampista centrale, ma, essendo molto duttile, è in grado di ricoprire anche il ruolo di mediano, esterno offensivo di fascia destra e di trequartista. Per la sua notevole fisicità e per i suoi ottimi tempi di gestione del pallone, ricorda Patrick Vieira. Simeone lo ha reinventato con successo come difensore centrale.

## Carriera

### Club

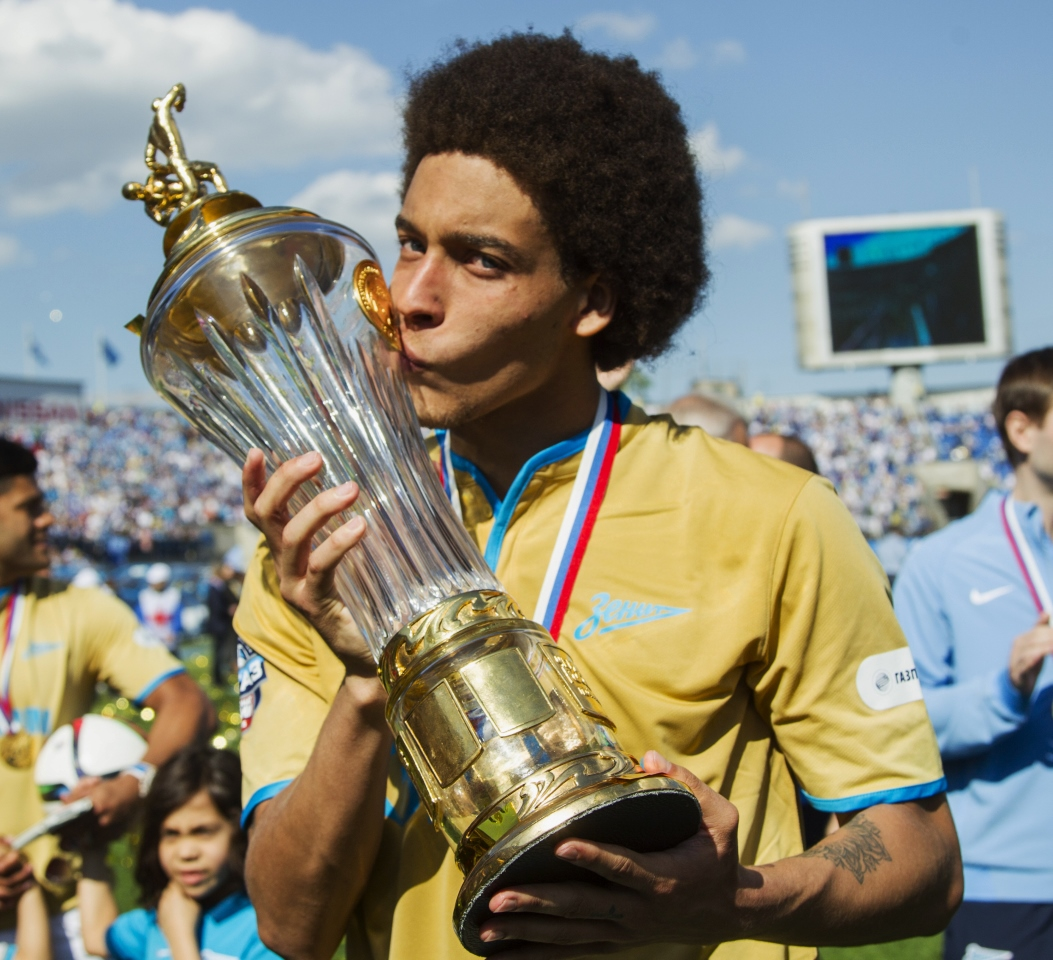
Witsel celebra la vittoria del campionato russo nel 2015.

#### Inizi
Muove i primi passi nel calcio professionistico nel club del Visé, dove rimane fino al 2004 quando, a quindici anni, viene prelevato dallo Standard Liegi. Il 2004 disputa un torneo internazionale in Ucraina e viene eletto miglior giocatore della competizione.

#### Standard Liegi
Il 17 settembre 2006, a 17 anni appena compiuti, debutta in Jupiler League nella vittoria interna per 2-1 contro il Brussels, subentrando all'89º minuto a Steven Defour. Dopo il debutto ufficiale anche in Coppa UEFA, contro il Celta Vigo, l'allenatore Michel Preud'homme gli dà fiducia anche nel prosieguo della stagione, e il 18 marzo segna anche la sua prima rete in campionato nel 3-2 esterno contro il Roesalare, ripetendosi poi il 21 aprile contro il Sint-Truiden. La stagione si conclude con 16 presenze e 2 reti in campionato, e il terzo piazzamento finale del club.
Promosso titolare nella stagione successiva, nella quale è ancora affiancato a centrocampo da Marouane Fellaini, segna subito alla prima giornata il quarto gol del 4-1 finale contro lo Zulte Waregem, e va a segno altre sei volte, concludendo la stagione con 33 presenze e 7 reti, che contribuiscono in modo decisivo alla vittoria del torneo dopo 25 anni. A fine stagione, confermandosi come uno dei talenti più brillanti del panorama europeo, viene anche insignito del titolo di calciatore belga dell'anno, davanti ai compagni di squadra Milan Jovanović e Marouane Fellaini.
Lo Standard Liegi lo conferma anche per la stagione 2008-2009, che vede anche il suo debutto nei preliminari di Champions League contro il Liverpool. Nel corso dell'anno totalizza 33 presenze e 7 reti, ma a causa della parità di punti finale il titolo viene assegnato dopo uno spareggio, con andata e ritorno, contro i rivali dell'Anderlecht. Il 24 maggio, dopo lo 0-0 dell'andata, è proprio Witsel, su rigore, a segnare il gol decisivo che consegna allo Standard Liegi la seconda vittoria consecutiva in due anni della Jupiler League.
Il 30 agosto 2009, nella gara di campionato contro l'Anderlecht effettua un intervento violentissimo sulla caviglia del polacco Marcin Wasilewski, causandogli una doppia frattura a tibia e perone. La Federcalcio belga lo squalifica inizialmente per 10 giornate, poi ridotte a 8 in appello, mentre la multa viene cambiata da 2500 a 250 euro. Nonostante le sue scuse ufficiali, ha ricevuto minacce di morte per lui e la sua famiglia da parte dei tifosi dell'Anderlecht e da tifosi polacchi, a causa delle quali gli è stata assegnata una scorta dalla polizia. Viene anche inserito dal quotidiano "Het laatste Nieuws" nell'elenco delle personalità belga più spregevoli dell'anno accanto all'assassino di Dendermonde, Kim de Gelder. Nell'anno gioca tutte e sei le partite del girone di Champions League e anche sei partite di Europa League, con 3 reti (una doppietta al Salisburgo e il gol decisivo contro il Panathīnaïkos).
Rimane a Liegi anche nella stagione 2010-2011, la prima con l'introduzione dei playoff. Nella stagione regolare scende in campo 28 volte, realizzando 7 reti, di cui due doppiette contro Lierse e Malines. Nei play-off Witsel è ancora decisivo con tre gol nelle gare contro Genk, Gent e Club Bruges; in finale sono proprio i giocatori del Genk a ottenere il titolo. Il 21 maggio, tuttavia, Witsel è in campo nella finale della Coppa del Belgio, vinta 2-0 contro il Westerlo. Questa partita è anche l'ultima per Witsel con la maglia dei Les Rouches, la cui esperienza si conclude con 194 presenze e 45 reti totali.

#### Benfica
Il 13 luglio 2011 viene acquistato a titolo definitivo per 13.5 milioni di euro dal Benfica. Con la squadra delle aquile firma un contratto quinquennale, con una clausola di rescissione fissata a 40 milioni di euro. Esordisce con la nuova maglia il 12 agosto nel 2-2 in casa contro il Gil Vicente, e nell'esordio ai preliminari di Champions League segna 2 gol, entrambi al turno di ritorno, contro il Twente. In campionato disputa in tutto 29 partite, con una rete realizzata il 31 marzo contro lo Sporting Braga, ma il club termina comunque alle spalle del Porto, che trionfa con 6 punti di vantaggio. Le soddisfazioni maggiori arrivano dalla Taça da Liga, vinta in finale con il Gil Vicente, ma soprattutto dalla Champions League, dove Witsel è sempre titolare inamovibile. Dopo il passaggio del turno ai gironi, la squadra sconfigge agli ottavi lo Zenit (con un assist decisivo dello stesso Witsel), ma deve cedere ai quarti al poi vittorioso Chelsea di Roberto Di Matteo.

#### Zenit

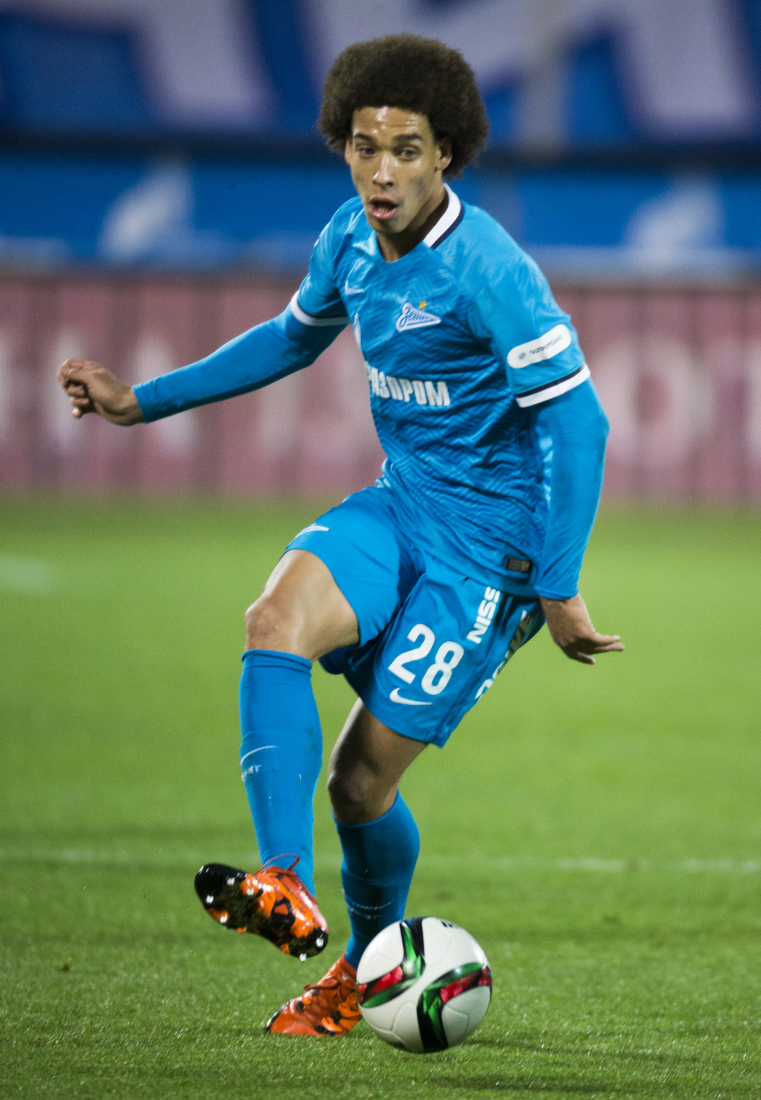
Witsel con la maglia dello Zenit nel 2015.

Dopo aver iniziato il campionato con il Benfica, giocando tre partite, il 3 settembre 2012 lo Zenit San Pietroburgo di Luciano Spalletti fa valere la clausola rescissoria del suo contratto e, al costo di 40 milioni di euro, acquista il giocatore a titolo definitivo. Esordisce con la nuova maglia il 14 settembre 2012 nella sconfitta in casa per 2-0 contro il Terek Groznyj. Il 20 novembre 2012 segna le prime reti, nonché la prima doppietta con la nuova maglia, nella partita vinta 4-2 in casa dello Spartak Mosca. Il 4 dicembre 2012, nonostante la vittoria per 1-0 in casa del Milan, la sua squadra non riesce a raggiungere gli ottavi di Champions League e viene declassata ai sedicesimi di finale di Europa League dove incontra gli inglesi del Liverpool. Il 14 marzo 2013 trova il primo gol europeo con la maglia russa nel ritorno degli ottavi di Europa League contro il Basilea nella gara vinta 1-0 in casa. Nonostante ciò la sua squadra non raggiunge i quarti per via della sconfitta per 2-0 subita in Svizzera. Conclude la sua prima stagione in Russia con 31 presenze, 5 gol e un assist.
Nella seconda stagione con la maglia russa diventa un'icona del club e nonostante le molte voci su un suo possibile addio resta e diventa un perno fondamentale della squadra. La stagione si apre con la sconfitta per 3-0 nella finale della supercoppa russa per mano del CSKA Mosca. Il 6 ottobre 2013 trova il primo gol stagionale nella vittoria per 3-0 sul campo del Tom Tomsk. L'11 dicembre 2013 nonostante una sola vittoria la sua squadra ottiene il pass per gli ottavi di Champions League piazzandosi al secondo posto nel girone, davanti ad Austria Vienna e Porto, e dietro agli spagnoli dell'Atlético Madrid. Agli ottavi la squadra incontra il Borussia Dortmund dove perde con il risultato di 4-2 in casa. La sconfitta costa la panchina al tecnico che lo aveva portato in Russia: Luciano Spalletti. Termina questa stagione con 42 presenze e 4 gol.
La nuova stagione si apre con 8 vittorie di fila grazie anche alle sue buone prestazioni. Il 16 settembre 2014 trova il primo gol stagionale in Champions League contro la sua ex squadra, il Benfica dove la squadra russa vince 2-0. In campionato è decisivo grazie ai suoi gol in due occasioni: nella vittoria per 1-0 in casa del Rubin e nella vittoria sempre per 1-0 in casa contro l'Arsenal Tula. A fine stagione vince il suo primo titolo con la maglia russa, il campionato russo davanti al CSKA Mosca. Conclude la stagione con 42 presenze e 6 gol complessivi.
Inizia la nuova stagione con la vittoria della Supercoppa russa ai danni della Lokomotiv Mosca ai calci di rigore dopo che i tempi regolamentari e supplementari si erano conclusi sull'1-1, dove tra l'altro serve l'assist per il gol del compagno Smol'nikov. Il 16 settembre 2015 segna il primo gol stagionale nella gara di Champions League in occasione della prima giornata Valencia-Zenit finita 2-3 per la squadra russa. Il 28 ottobre 2015 segna la prima doppietta con la maglia della squadra russa nella competizione coppa nazionale russa giocata contro il Tosno e vinta 5-0, in cui regala anche un assist.

#### Tianjin Quanjian
Il 3 gennaio 2017, lo Zenit ha annunciato ufficialmente il trasferimento di Witsel al club cinese del Tianjin Quanjian. Il giocatore ha firmato un contratto di quattro anni e mezzo, con un ingaggio pari a 18 milioni di euro a stagione.

#### Borussia Dortmund
Il 6 agosto del 2018 firma con il Borussia Dortmund, trasferimento costato circa 20 milioni di euro. Il 20 agosto alla gara di esordio contro il Greuther Fürth in coppa nazionale segna il goal del momentaneo 1-1, partita poi vinta dalle vespe per 2-1 grazie al goal decisivo di Marco Reus. Debutta in Bundesliga il 26 agosto successivo, contro il RB Lipsia, andando peraltro in rete. Conclude la sua prima stagione al Borussia con 43 presenze e 6 reti all'attivo.
Il 3 agosto 2019, Witsel conquista il suo primo trofeo in maglia giallonera, ovvero la supercoppa tedesca, battendo per 2 a 0 il Bayern Monaco.

#### Atlético Madrid
Il 6 luglio 2022 si trasferisce all'Atlético Madrid firmando un contratto annuale. Il suo arrivo diventa ben presto importante,il centrocampista belga viene utilizzato da Simeone come difensore centrale, ruolo per valorizzare le sue abilità in fase difensiva e nell'impostazione dal basso. Il 22 Febbraio 2023 rinnova il suo contratto con l'Atletico Madrid fino al 30 Giugno 2024.
Il 13 Giugno 2024 a seguito di un'altra stagione da titolare, diventa ufficiale il suo rinnovo fino al 2025 con i Colchoneros.

#### Girona
Il 12 agosto 2025 firma da svincolato un contratto annuale, con opzione per il rinnovo, per il Girona, rimanendo dunque in Liga.

### Nazionale
Con le nazionali giovanili partecipa al Campionato Europeo Under-17 del 2006 e al Campionato Europeo Under-21 del 2007.
Il 26 marzo 2008 debutta in nazionale maggiore in amichevole contro il Marocco, bagnando l'esordio con un gol. Segna la sua prima doppietta in nazionale contro l'Austria il 25 marzo 2011, gara valida per le qualificazioni a Euro 2012. Viene convocato per i Mondiali 2014 in Brasile, dove giunge sino ai quarti di finale, e per gli Europei 2016 in Francia. Nel girone della competizione continentale segna il gol del momentaneo 2-0 nella partita poi vinta 3-0 contro l'Irlanda.
Partecipa al campionato mondiale di calcio in Russia aiutando i Red Devils a ottenere lo storico terzo posto.
Il 15 novembre 2018, in occasione della sfida di Nations League vinta poi 2-0 contro l'Islanda, ha raggiunto la 100º presenza in nazionale.
Dopo il mondiale in Qatar, terminato con l'eliminazione della nazionale belga durante la fase a gironi, il 12 maggio 2023, Witsel ha annunciato tramite i social l'addio alla nazionale dopo aver difeso i colori giallo rossi per ben 14 anni.
Torna tuttavia in nazionale l'anno seguente, venendo incluso nella lista dei convocati per UEFA Euro 2024; tuttavia non scende mai in campo nella competizione, collezionando solo due gettoni nelle amichevoli di inizio giugno preparatorie al torneo.

## Statistiche
Witsel tra club, nazionale maggiore e nazionali giovanili ha collezionato 905 presenze segnando 105 reti, con una media di 0,11 gol a partita. In nazionale è il secondo giocatore per numero di presenze, con 132 partite giocate.

### Presenze e reti nei club
Statistiche aggiornate al 12 agosto 2025.
| Stagione                    | Squadra                     | Campionato                  | Campionato | Campionato | Coppe nazionali | Coppe nazionali | Coppe nazionali | Coppe continentali | Coppe continentali | Coppe continentali | Altre coppe | Altre coppe | Altre coppe | Totale | Totale |
| Stagione                    | Squadra                     | Comp                        | Pres       | Reti       | Comp            | Pres            | Reti            | Comp               | Pres               | Reti               | Comp        | Pres        | Reti        | Pres   | Reti   |
| --------------------------- | --------------------------- | --------------------------- | ---------- | ---------- | --------------- | --------------- | --------------- | ------------------ | ------------------ | ------------------ | ----------- | ----------- | ----------- | ------ | ------ |
| 2006-2007                   | Standard Liegi              | D1                          | 16         | 2          | CB              | 5               | 1               | CU                 | 1                  | 0                  | -           | -           | -           | 22     | 3      |
| 2007-2008                   | Standard Liegi              | D1                          | 33         | 7          | CB              | 6               | 1               | CU                 | 3                  | 2                  | -           | -           | -           | 42     | 10     |
| 2008-2009                   | Standard Liegi              | D1                          | 33+2       | 7+1        | CB              | 0               | 0               | UCL+CU             | 2+8                | 0+1                | SB          | 1           | 0           | 46     | 9      |
| 2009-2010                   | Standard Liegi              | D1                          | 22+5       | 5+1        | CB              | 1               | 1               | UCL+UEL            | 6+6                | 0+3                | SB          | 1           | 1           | 41     | 11     |
| 2010-2011                   | Standard Liegi              | D1                          | 28+9       | 7+3        | CB              | 6               | 2               | -                  | -                  | -                  | -           | -           | -           | 43     | 12     |
| Totale Standard Liegi       | Totale Standard Liegi       | Totale Standard Liegi       | 132+16     | 28+5       |                 | 18              | 5               |                    | 26                 | 6                  |             | 2           | 1           | 194    | 45     |
| 2011-2012                   | Benfica                     | PL                          | 29         | 1          | CP+CdL          | 2+4             | 0+2             | UCL                | 14                 | 2                  | -           | -           | -           | 49     | 5      |
| ago.-set. 2012              | Benfica                     | PL                          | 3          | 0          | CP+CdL          | -               | -               | UCL                | -                  | -                  | -           | -           | -           | 3      | 0      |
| Totale Benfica              | Totale Benfica              | Totale Benfica              | 32         | 1          |                 | 6               | 2               |                    | 14                 | 2                  |             | -           | -           | 52     | 5      |
| set. 2012-2013              | Zenit San Pietroburgo       | PL                          | 19         | 4          | KR              | 3               | 0               | UCL+UEL            | 5+4                | 0+1                | -           | -           | -           | 31     | 5      |
| 2013-2014                   | Zenit San Pietroburgo       | PL                          | 30         | 4          | KR              | 1               | 0               | UCL                | 11                 | 0                  | SR          | 1           | 0           | 43     | 4      |
| 2014-2015                   | Zenit San Pietroburgo       | PL                          | 28         | 4          | KR              | 1               | 0               | UCL+UEL            | 7+6                | 1+1                | -           | -           | -           | 42     | 6      |
| 2015-2016                   | Zenit San Pietroburgo       | PL                          | 29         | 3          | KR              | 4               | 2               | UCL                | 7                  | 1                  | SR          | 1           | 0           | 41     | 6      |
| 2016-gen. 2017              | Zenit San Pietroburgo       | PL                          | 16         | 1          | KR              | 1               | 0               | UEL                | 6                  | 0                  | SR          | 0           | 0           | 23     | 1      |
| Totale Zenit S. Pietroburgo | Totale Zenit S. Pietroburgo | Totale Zenit S. Pietroburgo | 122        | 16         |                 | 10              | 2               |                    | 46                 | 4                  |             | 2           | 0           | 180    | 22     |
| 2017                        | Tianjin Quanjian            | CSL                         | 27         | 4          | CC              | 2               | 0               | -                  | -                  | -                  | -           | -           | -           | 29     | 4      |
| gen.-ago. 2018              | Tianjin Quanjian            | CSL                         | 9          | 1          | CC              | 1               | 1               | ACL                | 1+7                | 0                  | -           | -           | -           | 18     | 2      |
| Totale Tianjin Quanjian     | Totale Tianjin Quanjian     | Totale Tianjin Quanjian     | 36         | 5          |                 | 3               | 1               |                    | 8                  | 0                  |             | -           | -           | 47     | 6      |
| 2018-2019                   | Borussia Dortmund           | BL                          | 33         | 4          | CG              | 3               | 1               | UCL                | 7                  | 1                  | -           | -           | -           | 43     | 6      |
| 2019-2020                   | Borussia Dortmund           | BL                          | 28         | 4          | CG              | 3               | 0               | UCL                | 7                  | 0                  | SG          | 1           | 0           | 39     | 4      |
| 2020-2021                   | Borussia Dortmund           | BL                          | 15         | 0          | CG              | 2               | 0               | UCL                | 5                  | 1                  | SG          | 0           | 0           | 22     | 1      |
| 2021-2022                   | Borussia Dortmund           | BL                          | 28         | 2          | CG              | 3               | 0               | UCL+UEL            | 6+2                | 0                  | SG          | 1           | 0           | 40     | 2      |
| Totale Borussia Dortmund    | Totale Borussia Dortmund    | Totale Borussia Dortmund    | 104        | 10         |                 | 11              | 1               |                    | 27                 | 2                  |             | 2           | 0           | 145    | 13     |
| 2022-2023                   | Atlético Madrid             | PD                          | 33         | 0          | CR              | 4               | 0               | UCL                | 6                  | 0                  |             | -           | -           | 43     | 0      |
| 2023-2024                   | Atlético Madrid             | PD                          | 35         | 2          | CR              | 5               | 0               | UCL                | 10                 | 0                  | SS          | 1           | 0           | 51     | 2      |
| 2024-2025                   | Atlético Madrid             | PD                          | 14         | 0          | CR              | 3               | 0               | UCL                | 4                  | 0                  | Cmc         | 1           | 1           | 22     | 1      |
| Totale Atlético Madrid      | Totale Atlético Madrid      | Totale Atlético Madrid      | 82         | 2          |                 | 12              | 0               |                    | 20                 | 0                  |             | 2           | 1           | 116    | 3      |
| 2025-2026                   | Girona                      | PD                          | -          | -          | CR              | -               | -               | -                  | -                  | -                  | -           | -           | -           | -      | -      |
| Totale carriera             | Totale carriera             | Totale carriera             | 524        | 67         |                 | 60              | 11              |                    | 141                | 14                 |             | 8           | 2           | 734    | 94     |

### Cronologia presenze e reti in nazionale
| Cronologia completa delle presenze e delle reti in nazionale ― Belgio | Cronologia completa delle presenze e delle reti in nazionale ― Belgio | Cronologia completa delle presenze e delle reti in nazionale ― Belgio | Cronologia completa delle presenze e delle reti in nazionale ― Belgio | Cronologia completa delle presenze e delle reti in nazionale ― Belgio | Cronologia completa delle presenze e delle reti in nazionale ― Belgio | Cronologia completa delle presenze e delle reti in nazionale ― Belgio | Cronologia completa delle presenze e delle reti in nazionale ― Belgio |
| Data                                                                  | Città                                                                 | In casa                                                               | Risultato                                                             | Ospiti                                                                | Competizione                                                          | Reti                                                                  | Note                                                                  |
| --------------------------------------------------------------------- | --------------------------------------------------------------------- | --------------------------------------------------------------------- | --------------------------------------------------------------------- | --------------------------------------------------------------------- | --------------------------------------------------------------------- | --------------------------------------------------------------------- | --------------------------------------------------------------------- |
| 26-3-2008                                                             | Bruxelles                                                             | Belgio                                                                | 1 – 4                                                                 | Marocco                                                               | Amichevole                                                            | 1                                                                     | 46’                                                                   |
| 30-5-2008                                                             | Firenze                                                               | Italia                                                                | 3 – 1                                                                 | Belgio                                                                | Amichevole                                                            | -                                                                     | 70’                                                                   |
| 20-8-2008                                                             | Norimberga                                                            | Germania                                                              | 2 – 0                                                                 | Belgio                                                                | Amichevole                                                            | -                                                                     | 64’                                                                   |
| 6-9-2008                                                              | Liegi                                                                 | Belgio                                                                | 3 – 2                                                                 | Estonia                                                               | Qual. Mondiali 2010                                                   | -                                                                     |                                                                       |
| 10-9-2008                                                             | Istanbul                                                              | Turchia                                                               | 1 – 1                                                                 | Belgio                                                                | Qual. Mondiali 2010                                                   | -                                                                     | 76’                                                                   |
| 11-10-2008                                                            | Bruxelles                                                             | Belgio                                                                | 2 – 0                                                                 | Armenia                                                               | Qual. Mondiali 2010                                                   | -                                                                     |                                                                       |
| 15-10-2008                                                            | Bruxelles                                                             | Belgio                                                                | 1 – 2                                                                 | Spagna                                                                | Qual. Mondiali 2010                                                   | -                                                                     |                                                                       |
| 11-2-2009                                                             | Genk                                                                  | Belgio                                                                | 2 – 0                                                                 | Slovenia                                                              | Amichevole                                                            | -                                                                     | 77’                                                                   |
| 1-4-2009                                                              | Zenica                                                                | Bosnia ed Erzegovina                                                  | 2 – 1                                                                 | Belgio                                                                | Qual. Mondiali 2010                                                   | -                                                                     | 61’                                                                   |
| 17-11-2009                                                            | Sedan                                                                 | Belgio                                                                | 2 – 0                                                                 | Qatar                                                                 | Amichevole                                                            | 1                                                                     | 62’                                                                   |
| 3-3-2010                                                              | Bruxelles                                                             | Belgio                                                                | 0 – 1                                                                 | Croazia                                                               | Amichevole                                                            | -                                                                     |                                                                       |
| 11-8-2010                                                             | Turku                                                                 | Finlandia                                                             | 1 – 0                                                                 | Belgio                                                                | Amichevole                                                            | -                                                                     | 73’                                                                   |
| 7-9-2010                                                              | Istanbul                                                              | Turchia                                                               | 3 – 2                                                                 | Belgio                                                                | Qual. Euro 2012                                                       | -                                                                     | 76’                                                                   |
| 8-10-2010                                                             | Astana                                                                | Kazakistan                                                            | 0 – 2                                                                 | Belgio                                                                | Qual. Euro 2012                                                       | -                                                                     |                                                                       |
| 12-10-2010                                                            | Bruxelles                                                             | Belgio                                                                | 4 – 4                                                                 | Austria                                                               | Qual. Euro 2012                                                       | -                                                                     |                                                                       |
| 9-2-2011                                                              | Gand                                                                  | Belgio                                                                | 1 – 1                                                                 | Finlandia                                                             | Amichevole                                                            | 1                                                                     |                                                                       |
| 25-3-2011                                                             | Vienna                                                                | Austria                                                               | 0 – 2                                                                 | Belgio                                                                | Qual. Euro 2012                                                       | 2                                                                     |                                                                       |
| 29-3-2011                                                             | Bruxelles                                                             | Belgio                                                                | 4 – 1                                                                 | Azerbaigian                                                           | Qual. Euro 2012                                                       | -                                                                     |                                                                       |
| 3-6-2011                                                              | Bruxelles                                                             | Belgio                                                                | 1 – 1                                                                 | Turchia                                                               | Qual. Euro 2012                                                       | -                                                                     |                                                                       |
| 10-8-2011                                                             | Celje                                                                 | Slovenia                                                              | 0 – 0                                                                 | Belgio                                                                | Amichevole                                                            | -                                                                     | 59’                                                                   |
| 2-9-2011                                                              | Baku                                                                  | Azerbaigian                                                           | 1 – 1                                                                 | Belgio                                                                | Qual. Euro 2012                                                       | -                                                                     |                                                                       |
| 6-9-2011                                                              | Bruxelles                                                             | Belgio                                                                | 1 – 0                                                                 | Stati Uniti                                                           | Amichevole                                                            | -                                                                     |                                                                       |
| 7-10-2011                                                             | Bruxelles                                                             | Belgio                                                                | 4 – 1                                                                 | Kazakistan                                                            | Qual. Euro 2012                                                       | -                                                                     |                                                                       |
| 11-10-2011                                                            | Düsseldorf                                                            | Germania                                                              | 3 – 1                                                                 | Belgio                                                                | Qual. Euro 2012                                                       | -                                                                     | 84’                                                                   |
| 11-11-2011                                                            | Liegi                                                                 | Belgio                                                                | 2 – 1                                                                 | Romania                                                               | Amichevole                                                            | -                                                                     |                                                                       |
| 15-11-2011                                                            | Saint-Denis                                                           | Francia                                                               | 0 – 0                                                                 | Belgio                                                                | Amichevole                                                            | -                                                                     |                                                                       |
| 29-2-2012                                                             | Candia                                                                | Grecia                                                                | 1 – 1                                                                 | Belgio                                                                | Amichevole                                                            | -                                                                     | 58’                                                                   |
| 25-5-2012                                                             | Bruxelles                                                             | Belgio                                                                | 2 – 2                                                                 | Montenegro                                                            | Amichevole                                                            | -                                                                     | 69’                                                                   |
| 2-6-2012                                                              | Londra                                                                | Inghilterra                                                           | 1 – 0                                                                 | Belgio                                                                | Amichevole                                                            | -                                                                     |                                                                       |
| 15-8-2012                                                             | Bruxelles                                                             | Belgio                                                                | 4 – 2                                                                 | Paesi Bassi                                                           | Amichevole                                                            | -                                                                     |                                                                       |
| 7-9-2012                                                              | Cardiff                                                               | Galles                                                                | 0 – 2                                                                 | Belgio                                                                | Qual. Mondiali 2014                                                   | -                                                                     |                                                                       |
| 11-9-2012                                                             | Bruxelles                                                             | Belgio                                                                | 1 – 1                                                                 | Croazia                                                               | Qual. Mondiali 2014                                                   | -                                                                     |                                                                       |
| 12-10-2012                                                            | Belgrado                                                              | Serbia                                                                | 0 – 3                                                                 | Belgio                                                                | Qual. Mondiali 2014                                                   | -                                                                     | 53’                                                                   |
| 16-10-2012                                                            | Bruxelles                                                             | Belgio                                                                | 2 – 0                                                                 | Scozia                                                                | Qual. Mondiali 2014                                                   | -                                                                     | 46’                                                                   |
| 14-11-2012                                                            | Bucarest                                                              | Romania                                                               | 2 – 1                                                                 | Belgio                                                                | Amichevole                                                            | -                                                                     |                                                                       |
| 6-2-2013                                                              | Bruges                                                                | Belgio                                                                | 2 – 1                                                                 | Slovacchia                                                            | Amichevole                                                            | -                                                                     | 86’                                                                   |
| 22-3-2013                                                             | Skopje                                                                | Macedonia                                                             | 0 – 2                                                                 | Belgio                                                                | Qual. Mondiali 2014                                                   | -                                                                     |                                                                       |
| 26-3-2013                                                             | Bruxelles                                                             | Belgio                                                                | 1 – 0                                                                 | Macedonia                                                             | Qual. Mondiali 2014                                                   | -                                                                     |                                                                       |
| 7-6-2013                                                              | Bruxelles                                                             | Belgio                                                                | 2 – 1                                                                 | Serbia                                                                | Qual. Mondiali 2014                                                   | -                                                                     |                                                                       |
| 14-8-2013                                                             | Bruxelles                                                             | Belgio                                                                | 0 – 0                                                                 | Francia                                                               | Amichevole                                                            | -                                                                     |                                                                       |
| 6-9-2013                                                              | Glasgow                                                               | Scozia                                                                | 0 – 2                                                                 | Belgio                                                                | Qual. Mondiali 2014                                                   | -                                                                     |                                                                       |
| 11-10-2013                                                            | Zagabria                                                              | Croazia                                                               | 1 – 2                                                                 | Belgio                                                                | Qual. Mondiali 2014                                                   | -                                                                     |                                                                       |
| 15-10-2013                                                            | Bruxelles                                                             | Belgio                                                                | 1 – 1                                                                 | Galles                                                                | Qual. Mondiali 2014                                                   | -                                                                     |                                                                       |
| 14-11-2013                                                            | Bruxelles                                                             | Belgio                                                                | 0 – 2                                                                 | Colombia                                                              | Amichevole                                                            | -                                                                     |                                                                       |
| 19-11-2013                                                            | Bruxelles                                                             | Belgio                                                                | 2 – 3                                                                 | Giappone                                                              | Amichevole                                                            | -                                                                     |                                                                       |
| 5-3-2014                                                              | Bruxelles                                                             | Belgio                                                                | 2 – 2                                                                 | Costa d'Avorio                                                        | Amichevole                                                            | -                                                                     | 47’                                                                   |
| 26-5-2014                                                             | Genk                                                                  | Belgio                                                                | 5 – 1                                                                 | Lussemburgo                                                           | Amichevole                                                            | -                                                                     | 46’                                                                   |
| 1-6-2014                                                              | Solna                                                                 | Svezia                                                                | 0 – 2                                                                 | Belgio                                                                | Amichevole                                                            | -                                                                     |                                                                       |
| 7-6-2014                                                              | Bruxelles                                                             | Belgio                                                                | 1 – 0                                                                 | Tunisia                                                               | Amichevole                                                            | -                                                                     | 90+2’                                                                 |
| 17-6-2014                                                             | Belo Horizonte                                                        | Algeria                                                               | 1 – 2                                                                 | Belgio                                                                | Mondiali 2014 - 1º turno                                              | -                                                                     |                                                                       |
| 22-6-2014                                                             | Rio de Janeiro                                                        | Belgio                                                                | 1 – 0                                                                 | Russia                                                                | Mondiali 2014 - 1º turno                                              | -                                                                     | 54’                                                                   |
| 1-7-2014                                                              | Salvador                                                              | Stati Uniti                                                           | 1 – 2 dts                                                             | Belgio                                                                | Mondiali 2014 - Ottavi di finale                                      | -                                                                     |                                                                       |
| 5-7-2014                                                              | Brasilia                                                              | Argentina                                                             | 1 – 0                                                                 | Belgio                                                                | Mondiali 2014 - Quarti di finale                                      | -                                                                     |                                                                       |
| 4-9-2014                                                              | Liegi                                                                 | Belgio                                                                | 2 – 0                                                                 | Australia                                                             | Amichevole                                                            | 1                                                                     |                                                                       |
| 12-11-2014                                                            | Bruxelles                                                             | Belgio                                                                | 3 – 1                                                                 | Islanda                                                               | Amichevole                                                            | -                                                                     |                                                                       |
| 16-11-2014                                                            | Bruxelles                                                             | Belgio                                                                | 0 – 0                                                                 | Galles                                                                | Qual. Euro 2016                                                       | -                                                                     |                                                                       |
| 28-3-2015                                                             | Bruxelles                                                             | Belgio                                                                | 5 – 0                                                                 | Cipro                                                                 | Qual. Euro 2016                                                       | -                                                                     |                                                                       |
| 31-3-2015                                                             | Gerusalemme                                                           | Israele                                                               | 0 – 1                                                                 | Belgio                                                                | Qual. Euro 2016                                                       | -                                                                     |                                                                       |
| 7-6-2015                                                              | Saint-Denis                                                           | Francia                                                               | 3 – 4                                                                 | Belgio                                                                | Amichevole                                                            | -                                                                     | 81’                                                                   |
| 12-6-2015                                                             | Cardiff                                                               | Galles                                                                | 1 – 0                                                                 | Belgio                                                                | Qual. Euro 2016                                                       | -                                                                     |                                                                       |
| 3-9-2015                                                              | Bruxelles                                                             | Belgio                                                                | 3 – 1                                                                 | Bosnia ed Erzegovina                                                  | Qual. Euro 2016                                                       | -                                                                     |                                                                       |
| 6-9-2015                                                              | Nicosia                                                               | Cipro                                                                 | 0 – 1                                                                 | Belgio                                                                | Qual. Euro 2016                                                       | -                                                                     |                                                                       |
| 10-10-2015                                                            | Andorra la Vella                                                      | Andorra                                                               | 1 – 4                                                                 | Belgio                                                                | Qual. Euro 2016                                                       | -                                                                     |                                                                       |
| 13-10-2015                                                            | Bruxelles                                                             | Belgio                                                                | 3 – 1                                                                 | Israele                                                               | Qual. Euro 2016                                                       | -                                                                     | 66’                                                                   |
| 13-11-2015                                                            | Bruxelles                                                             | Belgio                                                                | 3 – 1                                                                 | Italia                                                                | Amichevole                                                            | -                                                                     |                                                                       |
| 29-3-2016                                                             | Leiria                                                                | Portogallo                                                            | 2 – 1                                                                 | Belgio                                                                | Amichevole                                                            | -                                                                     | cap.                                                                  |
| 28-5-2016                                                             | Ginevra                                                               | Svizzera                                                              | 1 – 2                                                                 | Belgio                                                                | Amichevole                                                            | -                                                                     |                                                                       |
| 1-6-2016                                                              | Bruxelles                                                             | Belgio                                                                | 1 – 1                                                                 | Finlandia                                                             | Amichevole                                                            | -                                                                     |                                                                       |
| 5-6-2016                                                              | Bruxelles                                                             | Belgio                                                                | 3 – 2                                                                 | Norvegia                                                              | Amichevole                                                            | -                                                                     | 57’                                                                   |
| 13-6-2016                                                             | Lione                                                                 | Belgio                                                                | 0 – 2                                                                 | Italia                                                                | Euro 2016 - 1º turno                                                  | -                                                                     |                                                                       |
| 18-6-2016                                                             | Bordeaux                                                              | Belgio                                                                | 3 – 0                                                                 | Irlanda                                                               | Euro 2016 - 1º turno                                                  | 1                                                                     |                                                                       |
| 22-6-2016                                                             | Nizza                                                                 | Svezia                                                                | 0 – 1                                                                 | Belgio                                                                | Euro 2016 - 1º turno                                                  | -                                                                     | 45+1’                                                                 |
| 26-6-2016                                                             | Tolosa                                                                | Ungheria                                                              | 0 – 4                                                                 | Belgio                                                                | Euro 2016 - Ottavi di finale                                          | -                                                                     |                                                                       |
| 1-7-2016                                                              | Villeneuve-d'Ascq                                                     | Galles                                                                | 3 – 1                                                                 | Belgio                                                                | Euro 2016 - Quarti di finale                                          | -                                                                     |                                                                       |
| 1-9-2016                                                              | Bruxelles                                                             | Belgio                                                                | 0 – 2                                                                 | Spagna                                                                | Amichevole                                                            | -                                                                     |                                                                       |
| 6-9-2016                                                              | Nicosia                                                               | Cipro                                                                 | 0 – 3                                                                 | Belgio                                                                | Qual. Mondiali 2018                                                   | -                                                                     |                                                                       |
| 7-10-2016                                                             | Bruxelles                                                             | Belgio                                                                | 4 – 0                                                                 | Bosnia ed Erzegovina                                                  | Qual. Mondiali 2018                                                   | -                                                                     |                                                                       |
| 10-10-2016                                                            | Faro                                                                  | Gibilterra                                                            | 0 – 6                                                                 | Belgio                                                                | Qual. Mondiali 2018                                                   | 1                                                                     |                                                                       |
| 9-11-2016                                                             | Amsterdam                                                             | Paesi Bassi                                                           | 1 – 1                                                                 | Belgio                                                                | Amichevole                                                            | -                                                                     |                                                                       |
| 13-11-2016                                                            | Bruxelles                                                             | Belgio                                                                | 8 – 1                                                                 | Estonia                                                               | Qual. Mondiali 2018                                                   | -                                                                     | 88’                                                                   |
| 25-3-2017                                                             | Bruxelles                                                             | Belgio                                                                | 1 – 1                                                                 | Grecia                                                                | Qual. Mondiali 2018                                                   | -                                                                     | 72’                                                                   |
| 28-3-2017                                                             | Soči                                                                  | Russia                                                                | 3 – 3                                                                 | Belgio                                                                | Amichevole                                                            | -                                                                     | 66’                                                                   |
| 9-6-2017                                                              | Tallinn                                                               | Estonia                                                               | 0 – 2                                                                 | Belgio                                                                | Qual. Mondiali 2018                                                   | -                                                                     |                                                                       |
| 31-8-2017                                                             | Liegi                                                                 | Belgio                                                                | 9 – 0                                                                 | Gibilterra                                                            | Qual. Mondiali 2018                                                   | 1                                                                     | 40’                                                                   |
| 10-10-2017                                                            | Bruxelles                                                             | Belgio                                                                | 4 – 0                                                                 | Cipro                                                                 | Qual. Mondiali 2018                                                   | -                                                                     |                                                                       |
| 10-11-2017                                                            | Bruxelles                                                             | Belgio                                                                | 3 – 3                                                                 | Messico                                                               | Amichevole                                                            | -                                                                     |                                                                       |
| 14-11-2017                                                            | Bruges                                                                | Belgio                                                                | 1 – 0                                                                 | Giappone                                                              | Amichevole                                                            | -                                                                     | 84’                                                                   |
| 27-3-2018                                                             | Bruxelles                                                             | Belgio                                                                | 4 – 0                                                                 | Arabia Saudita                                                        | Amichevole                                                            | -                                                                     |                                                                       |
| 6-6-2018                                                              | Bruxelles                                                             | Belgio                                                                | 3 – 0                                                                 | Egitto                                                                | Amichevole                                                            | -                                                                     | 46’                                                                   |
| 11-6-2018                                                             | Bruxelles                                                             | Belgio                                                                | 4 – 1                                                                 | Costa Rica                                                            | Amichevole                                                            | -                                                                     |                                                                       |
| 18-6-2018                                                             | Soči                                                                  | Belgio                                                                | 3 – 0                                                                 | Panama                                                                | Mondiali 2018 - 1º turno                                              | -                                                                     | 90’                                                                   |
| 23-6-2018                                                             | Mosca                                                                 | Belgio                                                                | 5 – 2                                                                 | Tunisia                                                               | Mondiali 2018 - 1º turno                                              | -                                                                     |                                                                       |
| 2-7-2018                                                              | Rostov                                                                | Belgio                                                                | 3 – 2                                                                 | Giappone                                                              | Mondiali 2018 - Ottavi di finale                                      | -                                                                     |                                                                       |
| 6-7-2018                                                              | Kazan'                                                                | Brasile                                                               | 1 – 2                                                                 | Belgio                                                                | Mondiali 2018 - Quarti di finale                                      | -                                                                     |                                                                       |
| 10-7-2018                                                             | San Pietroburgo                                                       | Francia                                                               | 1 – 0                                                                 | Belgio                                                                | Mondiali 2018 - Semifinale                                            | -                                                                     |                                                                       |
| 14-7-2018                                                             | San Pietroburgo                                                       | Belgio                                                                | 2 – 0                                                                 | Inghilterra                                                           | Mondiali 2018 - Finale 3º posto                                       | -                                                                     | 90+3’                                                                 |
| 11-9-2018                                                             | Reykjavík                                                             | Islanda                                                               | 0 – 3                                                                 | Belgio                                                                | UEFA Nations League 2018-2019 - 1º turno                              | -                                                                     |                                                                       |
| 12-10-2018                                                            | Bruxelles                                                             | Belgio                                                                | 2 – 1                                                                 | Svizzera                                                              | UEFA Nations League 2018-2019 - 1º turno                              | -                                                                     |                                                                       |
| 16-10-2018                                                            | Bruxelles                                                             | Belgio                                                                | 1 – 1                                                                 | Paesi Bassi                                                           | Amichevole                                                            | -                                                                     |                                                                       |
| 15-11-2018                                                            | Bruxelles                                                             | Belgio                                                                | 2 – 0                                                                 | Islanda                                                               | UEFA Nations League 2018-2019 - 1º turno                              | -                                                                     | [ 46 ]                                                                |
| 18-11-2018                                                            | Lucerna                                                               | Svizzera                                                              | 5 – 2                                                                 | Belgio                                                                | UEFA Nations League 2018-2019 - 1º turno                              | -                                                                     |                                                                       |
| 8-6-2019                                                              | Bruxelles                                                             | Belgio                                                                | 3 – 0                                                                 | Kazakistan                                                            | Qual. Euro 2020                                                       | -                                                                     |                                                                       |
| 11-6-2019                                                             | Bruxelles                                                             | Belgio                                                                | 3 – 0                                                                 | Scozia                                                                | Qual. Euro 2020                                                       | -                                                                     |                                                                       |
| 13-10-2019                                                            | Astana                                                                | Kazakistan                                                            | 0 – 2                                                                 | Belgio                                                                | Qual. Euro 2020                                                       | -                                                                     | 82’                                                                   |
| 16-11-2019                                                            | San Pietroburgo                                                       | Russia                                                                | 1 – 4                                                                 | Belgio                                                                | Qual. Euro 2020                                                       | -                                                                     |                                                                       |
| 5-9-2020                                                              | Copenaghen                                                            | Danimarca                                                             | 0 – 2                                                                 | Belgio                                                                | UEFA Nations League 2020-2021 - 1º turno                              | -                                                                     |                                                                       |
| 8-9-2020                                                              | Bruxelles                                                             | Belgio                                                                | 5 – 1                                                                 | Islanda                                                               | UEFA Nations League 2020-2021 - 1º turno                              | 1                                                                     |                                                                       |
| 11-10-2020                                                            | Londra                                                                | Inghilterra                                                           | 2 – 1                                                                 | Belgio                                                                | UEFA Nations League 2020-2021 - 1º turno                              | -                                                                     |                                                                       |
| 14-10-2020                                                            | Reykjavík                                                             | Islanda                                                               | 1 – 2                                                                 | Belgio                                                                | UEFA Nations League 2020-2021 - 1º turno                              | -                                                                     | 85’                                                                   |
| 15-11-2020                                                            | Lovanio                                                               | Belgio                                                                | 2 – 0                                                                 | Inghilterra                                                           | UEFA Nations League 2020-2021 - 1º turno                              | -                                                                     | 44’                                                                   |
| 17-6-2021                                                             | Copenaghen                                                            | Danimarca                                                             | 1 – 2                                                                 | Belgio                                                                | Euro 2020 - 1º turno                                                  | -                                                                     | 59’                                                                   |
| 21-6-2021                                                             | San Pietroburgo                                                       | Finlandia                                                             | 0 – 2                                                                 | Belgio                                                                | Euro 2020 - 1º turno                                                  | -                                                                     |                                                                       |
| 27-6-2021                                                             | Siviglia                                                              | Belgio                                                                | 1 – 0                                                                 | Portogallo                                                            | Euro 2020 - Ottavi di finale                                          | -                                                                     |                                                                       |
| 2-7-2021                                                              | Monaco di Baviera                                                     | Belgio                                                                | 1 – 2                                                                 | Italia                                                                | Euro 2020 - Quarti di finale                                          | -                                                                     |                                                                       |
| 2-9-2021                                                              | Tallinn                                                               | Estonia                                                               | 2 – 5                                                                 | Belgio                                                                | Qual. Mondiali 2022                                                   | 1                                                                     |                                                                       |
| 5-9-2021                                                              | Bruxelles                                                             | Belgio                                                                | 3 – 0                                                                 | Rep. Ceca                                                             | Qual. Mondiali 2022                                                   | -                                                                     | 71’                                                                   |
| 7-10-2021                                                             | Torino                                                                | Belgio                                                                | 2 – 3                                                                 | Francia                                                               | UEFA Nations League 2020-2021 - Semifinale                            | -                                                                     |                                                                       |
| 10-10-2021                                                            | Torino                                                                | Italia                                                                | 2 – 1                                                                 | Belgio                                                                | UEFA Nations League 2020-2021 - Finale 3º posto                       | -                                                                     | 56’                                                                   |
| 13-11-2021                                                            | Bruxelles                                                             | Belgio                                                                | 3 – 1                                                                 | Estonia                                                               | Qual. Mondiali 2022                                                   | -                                                                     |                                                                       |
| 16-11-2021                                                            | Cardiff                                                               | Galles                                                                | 1 – 1                                                                 | Belgio                                                                | Qual. Mondiali 2022                                                   | -                                                                     |                                                                       |
| 3-6-2022                                                              | Bruxelles                                                             | Belgio                                                                | 1 – 4                                                                 | Paesi Bassi                                                           | UEFA Nations League 2022-2023 - 1º turno                              | -                                                                     | 67’                                                                   |
| 8-6-2022                                                              | Bruxelles                                                             | Belgio                                                                | 6 – 1                                                                 | Polonia                                                               | UEFA Nations League 2022-2023 - 1º turno                              | 1                                                                     | 36’ 84’                                                               |
| 11-6-2022                                                             | Cardiff                                                               | Galles                                                                | 1 – 1                                                                 | Belgio                                                                | UEFA Nations League 2022-2023 - 1º turno                              | -                                                                     | 90+3’                                                                 |
| 14-6-2022                                                             | Varsavia                                                              | Polonia                                                               | 0 – 1                                                                 | Belgio                                                                | UEFA Nations League 2022-2023 - 1º turno                              | -                                                                     | 46’                                                                   |
| 22-9-2022                                                             | Bruxelles                                                             | Belgio                                                                | 2 – 1                                                                 | Galles                                                                | UEFA Nations League 2022-2023 - 1º turno                              | -                                                                     |                                                                       |
| 25-9-2022                                                             | Amsterdam                                                             | Paesi Bassi                                                           | 1 – 0                                                                 | Belgio                                                                | UEFA Nations League 2022-2023 - 1º turno                              | -                                                                     |                                                                       |
| 18-11-2022                                                            | Al Kuwait                                                             | Belgio                                                                | 1 – 2                                                                 | Egitto                                                                | Amichevole                                                            | -                                                                     |                                                                       |
| 23-11-2022                                                            | Al Rayyan                                                             | Belgio                                                                | 1 – 0                                                                 | Canada                                                                | Mondiali 2022 - 1º turno                                              | -                                                                     |                                                                       |
| 27-11-2022                                                            | Doha                                                                  | Belgio                                                                | 0 – 2                                                                 | Marocco                                                               | Mondiali 2022 - 1º turno                                              | -                                                                     |                                                                       |
| 1-12-2022                                                             | Al Rayyan                                                             | Croazia                                                               | 0 – 0                                                                 | Belgio                                                                | Mondiali 2022 - 1º turno                                              | -                                                                     |                                                                       |
| 5-6-2024                                                              | Bruxelles                                                             | Belgio                                                                | 2 – 0                                                                 | Montenegro                                                            | Amichevole                                                            | -                                                                     | 46’                                                                   |
| 8-6-2024                                                              | Bruxelles                                                             | Belgio                                                                | 3 – 0                                                                 | Lussemburgo                                                           | Amichevole                                                            | -                                                                     | 46’                                                                   |
| Totale                                                                |                                                                       | Presenze (2º posto)                                                   | 132                                                                   |                                                                       | Reti                                                                  | 12                                                                    |                                                                       |

## Palmarès

### Club
- Campionato belga: 2

Standard Liegi: 2007-2008, 2008-2009
- Supercoppa belga: 2

Standard Liegi: 2008, 2009
- Coppa del Belgio: 1

Standard Liegi: 2010-2011
- Coppa di Lega portoghese: 1

Benfica: 2011-2012
- Campionato russo: 1

Zenit San Pietroburgo: 2014-2015
- Supercoppa di Russia: 2

Zenit San Pietroburgo: 2015, 2016
- Coppa di Russia: 1

Zenit San Pietroburgo: 2015-2016
- Supercoppa di Germania: 1

Borussia Dortmund: 2019
- Coppa di Germania: 1

Borussia Dortmund: 2020-2021

### Individuale
- Calciatore dell'anno del campionato belga: 1

2008